# Say Wonderful Things
Chansons représentant le Royaume-Uni au Concours Eurovision de la chanson
Ring-A-Ding Girl
(1962) I Love the Little Things
(1964)
Say Wonderful Things est la chanson représentant le Royaume-Uni au Concours Eurovision de la chanson 1963. Elle est interprétée par Ronnie Carroll.
La chanson est la première de la soirée, précédant Een speeldoos interprétée par Annie Palmen pour les Pays-Bas.
À la fin des votes, la chanson obtient 28 points et finit quatrième sur seize participants.
Le single par Ronnie Carroll atteint la sixième place du UK Singles Chart.
La version la plus populaire de la chanson aux États-Unis est enregistrée par Patti Page, en tant que chanson titre de son premier album pour Columbia Records.

## Source de la traduction
- (en) Cet article est partiellement ou en totalité issu de l’article de Wikipédia en anglais intitulé « Say Wonderful Things (song) » (voir la liste des auteurs).